# Hadi Aghily
Hadi Aghily (en persa: سيد هادی عقیلی‎, Teherán, Irán; 15 de enero de 1981) es un exfutbolista de Irán que jugaba en la posición de defensa.

## Carrera

### Club

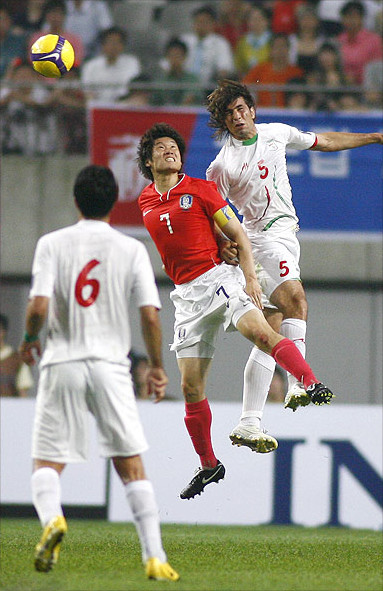
Aghily en un partido ante en la clasificación de AFC para la Copa Mundial de Fútbol de 2010.

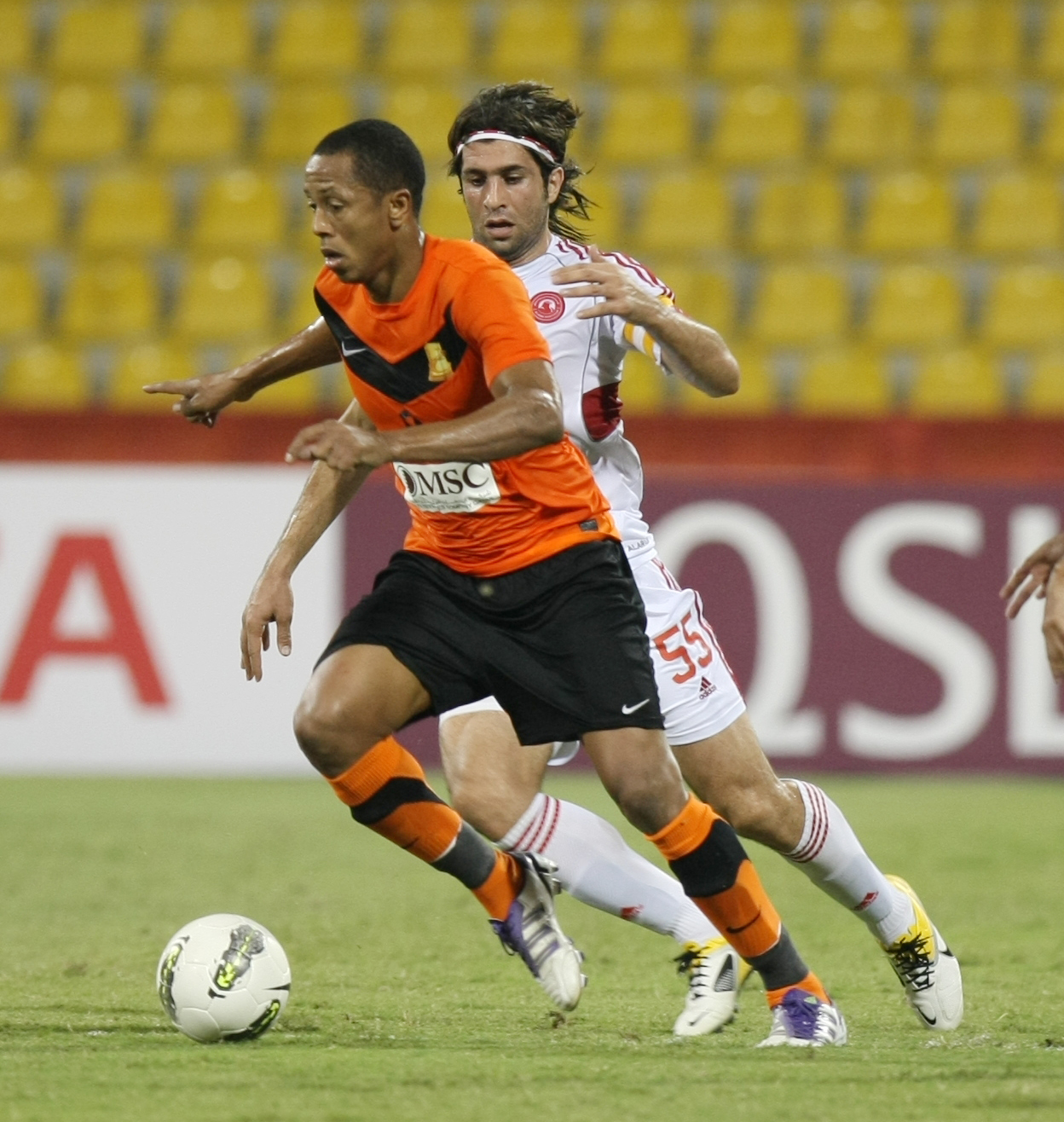
Hadi Aghily como capitán del Al-Arabi junto a Cabore.

| Periodo   | Club          | Apariciones | Goles |
| --------- | ------------- | ----------- | ----- |
| 2001–2004 | Saipa FC      | 63          | 2     |
| 2004–2011 | Sepahan FC    | 178         | 15    |
| 2011–2012 | Al-Arabi Doha | 20          | 0     |
| 2012–2013 | Qatar SC      | 16          | 4     |
| 2013–2016 | Sepahan FC    | 76          | 8     |

### Selección nacional
Debutó con Irán en 4 de octubre de 2006 en un partido amistoso ante Irak. Jugó 69 partidos y anotó 10 goles hasta 2012, participó en dos ediciones de la Copa Asiática, dos ediciones del Campeonato de la WAFF y dos eliminatorias mundialistas.

## Logros

### Club
- Iran Pro League: 2009–10, 2010–11, 2014–15
- Copa Hazfi: 2005–06, 2006–07
- Sheikh Jassem Cup: 2011

### Selección nacional
- WAFF Championship: 2008

## Estadísticas

### Club
| Apariciones por Club | Apariciones por Club | Apariciones por Club | Liga        | Liga  | Copa              | Copa              | Continental | Continental | Total       | Total |
| Temporada            | Club                 | Liga                 | Apariciones | Goles | Apariciones       | Goles             | Apariciones | Goles       | Apariciones | Goles |
| Irán                 | Irán                 | Irán                 | Liga        | Liga  | Copa Hazfi        | Copa Hazfi        | Asia        | Asia        | Total       | Total |
| -------------------- | -------------------- | -------------------- | ----------- | ----- | ----------------- | ----------------- | ----------- | ----------- | ----------- | ----- |
| 2001–02              | Saipa                | Iran Pro League      | 21          | 1     | 0                 | 0                 | —           | —           | 21          | 1     |
| 2002–03              | Saipa                | Iran Pro League      | 22          | 1     | 0                 | 0                 | —           | —           | 22          | 1     |
| 2003–04              | Saipa                | Iran Pro League      | 20          | 0     | 0                 | 0                 | —           | —           | 20          | 0     |
| 2004–05              | Sepahan              | Iran Pro League      | 26          | 0     | 0                 | 0                 | 3           | 1           | 26          | 0     |
| 2005–06              | Sepahan              | Iran Pro League      | 27          | 0     | 0                 | 0                 | —           | —           | 27          | 0     |
| 2006–07              | Sepahan              | Iran Pro League      | 27          | 3     | 5                 | 4                 | 12          | 0           | 44          | 7     |
| 2007–08              | Sepahan              | Iran Pro League      | 28          | 2     | 2                 | 1                 | 5           | 2           | 35          | 5     |
| 2008–09              | Sepahan              | Iran Pro League      | 23          | 1     | 1                 | 0                 | 5           | 1           | 29          | 1     |
| 2009–10              | Sepahan              | Iran Pro League      | 22          | 5     | 2                 | 0                 | 6           | 0           | 30          | 5     |
| 2010–11              | Sepahan              | Iran Pro League      | 25          | 4     | 3                 | 1                 | 8           | 3           | 36          | 8     |
| Catar                | Catar                | Catar                | Liga        | Liga  | Emir of Qatar Cup | Emir of Qatar Cup | Asia        | Asia        | Total       | Total |
| 2011–12              | Al-Arabi             | Qatar Stars League   | 20          | 0     | 0                 | 0                 | 5           | 0           | 25          | 0     |
| 2012–13              | Qatar SC             | Qatar Stars League   | 16          | 4     | 0                 | 0                 | —           | —           | 16          | 4     |
| Irán                 | Irán                 | Irán                 | Liga        | Liga  | Copa Hazfi        | Copa Hazfi        | Asia        | Asia        | Total       | Total |
| 2013–14              | Sepahan              | Iran Pro League      | 27          | 5     | 1                 | 0                 | 6           | 0           | 33          | 5     |
| 2014–15              | Sepahan              | Iran Pro League      | 15          | 0     | 0                 | 0                 | 0           | 0           | 15          | 0     |
| 2015–16              | Sepahan              | Iran Pro League      | 28          | 3     | 3                 | 0                 | 0           | 0           | 31          | 3     |
| Total                | Irán                 | Irán                 | 311         | 29    | 18                | 6                 | 43          | 7           | 372         | 42    |
| Total                | Catar                | Catar                | 36          | 4     | 0                 | 0                 | 5           | 0           | 41          | 4     |
| Total de Carrera     | Total de Carrera     | Total de Carrera     | 319         | 25    | 18                | 6                 | 49          | 7           | 386         | 38    |

| Temporada | Club     | Asistencias |
| --------- | -------- | ----------- |
| 2005–06   | Sepahan  | 1           |
| 2007–08   | Sepahan  | 1           |
| 2008–09   | Sepahan  | 1           |
| 2010–11   | Sepahan  | 1           |
| 2011–12   | Al-Arabi | 7           |
| 2012–13   | Qatar SC | 1           |
| 2013–14   | Sepahan  | 1           |
| 2014–15   | Sepahan  | 0           |

### Selección nacional
| #  | Fecha      | Sede                                | Rival    | Marcador | Resultado | Torneo                                               |
| -- | ---------- | ----------------------------------- | -------- | -------- | --------- | ---------------------------------------------------- |
| 1  | 26-5-2008  | Azadi Stadium, Teherán              | Zambia   | 3–2      | 3–2       | Amistoso                                             |
| 2  | 11-8-2008  | Takhti Stadium, Teherán             | Catar    | 3–0      | 6–1       | Campeonato de la WAFF 2008                           |
| 3  | 15-8-2008  | Takhti Stadium, Teherán             | Jordania | 1–0      | 2–1       | Campeonato de la WAFF 2008                           |
| 4  | 6-1-2010   | Singapore National Stadium, Kallang | Singapur | 1–0      | 3–1       | Clasificación para la Copa Asiática 2011             |
| 5  | 11-8-2010  | Hrazdan Stadium, Ereván             | Armenia  | 1–1      | 3–1       | Amistoso                                             |
| 6  | 11-8-2010  | Hrazdan Stadium, Ereván             | Armenia  | 3–1      | 3–1       | Amistoso                                             |
| 7  | 24-9-2010  | Amman International Stadium, Amán   | Baréin   | 1–0      | 3–0       | Campeonato de la WAFF 2010                           |
| 8  | 24-9-2010  | Amman International Stadium, Amán   | Baréin   | 2–0      | 3–0       | Campeonato de la WAFF 2010                           |
| 9  | 6-9-2011   | Jassim Bin Hamad Stadium, Doha      | Catar    | 1–0      | 1–1       | Clasificación para la Copa Mundial de Fútbol de 2014 |
| 10 | 11-10-2011 | Azadi Stadium, Teherán              | Baréin   | 3–0      | 6–0       | Clasificación para la Copa Mundial de Fútbol de 2014 |